# Leichtathletik-Halleneuropameisterschaften 2021/Teilnehmer (Bosnien und Herzegowina)
| Gelbes Symbol für Goldmedaillen mit stilisierten Olympischen Ringen | Graues Symbol für Silbermedaillen mit stilisierten Olympischen Ringen | Braundes Symbol für Bronzemedaillen mit stilisierten Olympischen Ringen |
| ------------------------------------------------------------------- | --------------------------------------------------------------------- | ----------------------------------------------------------------------- |
| —                                                                   | —                                                                     | —                                                                       |

Aus Bosnien und Herzegowina starteten drei Athleten bei den Leichtathletik-Halleneuropameisterschaften 2021 in Toruń.

## Ergebnisse

### Männer

#### Laufdisziplinen
| Athlet             | Disziplin | Vorlauf                   | Vorlauf                   | Halbfinale                | Halbfinale                | Finale                    | Finale                    |
| Athlet             | Disziplin | Zeit                      | Platz                     | Zeit                      | Platz                     | Zeit                      | Platz                     |
| ------------------ | --------- | ------------------------- | ------------------------- | ------------------------- | ------------------------- | ------------------------- | ------------------------- |
| Abedin Mujezinović | 800 m     | DQ (Behinderung TR17.2.2) | DQ (Behinderung TR17.2.2) | DQ (Behinderung TR17.2.2) | DQ (Behinderung TR17.2.2) | DQ (Behinderung TR17.2.2) | DQ (Behinderung TR17.2.2) |
| Amel Tuka          | 800 m     | 1:49,58 min               | 12                        | 1:47,55 min               | 4                         | 1:47,37 min               | 5                         |

#### Sprung/Wurf
| Athlet      | Disziplin   | Qualifikation | Qualifikation | Finale  | Finale |
| Athlet      | Disziplin   | Weite         | Platz         | Weite   | Platz  |
| ----------- | ----------- | ------------- | ------------- | ------- | ------ |
| Mesud Pezer | Kugelstoßen | 20,30 m       | 6             | 19,77 m | 8      |